# Cold Bay
Cold Bay is een plaats (city) in de Amerikaanse staat Alaska, en valt bestuurlijk gezien onder Aleutians East Borough.

## Demografie
Bij de volkstelling in 2000 werd het aantal inwoners vastgesteld op 88.
In 2006 is het aantal inwoners door het United States Census Bureau geschat op 78, een daling van 10 (-11.4%).

## Geografie
Volgens het United States Census Bureau beslaat de plaats een oppervlakte van
183,7 km², waarvan 140,8 km² land en 42,9 km² water.

## Plaatsen in de nabije omgeving
De onderstaande figuur toont nabijgelegen plaatsen in een straal van 136 km rond Cold Bay.